# 华南理工大学工商管理学院
华南理工大学工商管理学院（简称：华工工管学院）是华南理工大学下属的商学院，成立于1992年。工管学院目前共有专职教师125人，各类在校学生3,400余人。

## 历史沿革
工管学院组建于1992年，由1982年成立的管理工程系和社会科学系于1985年增设的工业经济教研室合并而成。管理工程系于1982年成立时，招收干部专修班（专科）学生，并在次年开始招收本科生。
1993年，获批成为中国大陆第二批工商管理碩士（MBA）试办单位，并在当年开始招生。
2000年，数学系的会计教研室并入工商管理学院，成为工商管理学院的会计系。
2002年，获批成为中国大陆首批高级管理人员工商管理碩士（EMBA）试办单位。
2004年，成立EDP高级管理培训中心。
2011年，成立创业教育学院，每年从在校学生中招生。
2012年，MBA/EMBA项目通过AMBA认证，并于2015年再次通过认证。
2019年，工商管理学院获得AACSB认证，成为中国大陆第24家获得AACSB认证的商学院。

## 组织机构

### 学科系
| - 工业工程系 - 决策科学系 - 管理学系 - 财务管理系 | - 市场营销系 - 会计学系 - 技术经济与管理系 |

### 学院领导
截至2022年11月，学院的领导组成为：
- 党委书记：邹浩
- 院长：许治
- 副院长：黄嫚丽、周文慧、万良勇
- 党委副书记、纪委书记：陈强

### 历任领导
- 管理工程系系主任：
  - 1992.7-1992.11：廖明洵
  - 1982-1992.7：厉以京
- 工业经济教研室负责人：
  - 1985.7-1992.11：朱慧强
- 工商管理学院院长：
  - 1992-1996：厉以京
  - 1998-2000：孙东川
  - 2000.12-2008.1：蓝海林
  - 2008.1-2017.7：朱桂龙
  - 2017.7-2022.10：张卫国

## 学术科研

### 教学项目
工管学院建立了包括学士、硕士、博士学位在内的教育体系，并设有培训中心，为中国大陆规模较大的商学院之一。
- 博士后流动站：管理科学与工程、工商管理，均为广东省重点学科
- 博士、硕士学位授权点：
  - 一级学科：一级学科：管理科学与工程、工商管理
  - 二级学科：会计学、企业管理、技术经济及管理
- 专业学位授予权：MBA（工商管理碩士）、EMBA（高層管理人員工商管理碩士）、MPAcc（會計學碩士）、MEM（工程管理硕士（英语：Master of Engineering Management））、MV（资产评估硕士）
- 本科专业：工商管理、财务管理、人力资源管理、市场营销、会计学、工业工程专业
- 培训中心：高级管理培训中心、广东民营企业家学院
- 培训中心：高级管理培训中心

其中，管理科学与工程是广东省一级攀峰重点学科，工商管理是广东省一级优势重点学科；本科工商管理专业为国家级一流本科专业建设点。

### 研究中心
截至2020年，工管学院共有省部级科研机构28个，部分机构如下：

| - 广东省中小企业发展研究咨询中心 - 技术创新评估研究中心 - 中国企业战略管理研究中心 - 供应链整合与服务创新研究所 - 华南理工大学协同创新研究中心 - 华南理工大学能源经济研究中心 - 中国品牌战略发展研究中心 | - 产业分析与政策研究中心 - 华南管理案例研究中心 - 企业信息化与知识管理研究中心 - 物流与供应链研究中心 - 现代制造信息系统研究中心 - 中国市场营销管理研究中心 - 决策科学与风险管理研究中心 | - 资本市场与公司财务研究中心 - 人力资源管理研究中心 - 华南理工大学风险投资中心 - 劳动关系研究中心 - 预测科学研究中心 - 绿色供应链研究中心 |

## 知名院友
- 政界
  - 梁伟发：曾任广东省政协副主席、广东省公安厅厅长、广东省社工委副主任[12]
  - 张群山：曾任贵州省人民政府副省长、贵州省经济贸易委员会主任、贵州省人大常委会党组书记[13]
  - 温国辉：广州市市长，中共广州市委副书记，曾任汕尾市委书记、广东省人民政府副省长[14]
  - 卓志强：广东省民政厅厅长、党组书记，曾任中共云浮市委副书记、市长[15]
  - 李兴华：曾任广东省科技厅厅长、党组书记[16]
  - 万庆良：曾任广东省委常委、中共广州市委书记[17]
  - 江凌：中共河南省委宣传部部长，曾任清远市市长、珠海市市长、中共韶关市委书记、广东省委常委、秘书长[18]
- 业界
  - 姚振华：宝能投资集团董事长[19]
  - 曾庆洪：广汽集团董事长、党委书记[20]
- 体育界
  - 劉孝生：前中国男子田径队短跑运动员[21]
  - 陈江华：前中国男子篮球队运动员[22]
  - 刘虹：中国女子田径队竞走运动员[23]
  - 赵菁：前中国女子游泳队运动员[24]
  - 曹臻：前中国国家乒乓球队运动员[25]
  - 刘晓宇：中国男子篮球队运动员，北京首钢队球员[26]
  - 劉詩雯：前中国国家乒乓球队运动员[25]